# Pallavolo paralimpica
La pallavolo paralimpica, conosciuta anche come sitting volley (termine inglese che significa "pallavolo da seduti"), è uno sport di squadra dedicato ad atleti con disabilità motorie. La principale differenza rispetto alla pallavolo tradizionale risiede nel fatto che i giocatori sono seduti a contatto con il terreno di gioco.

## Storia

### La nascita dello sport paralimpico
L'introduzione dello sport per persone con disabilità è strettamente legata all'opera del dottor Ludwig Guttmann, neurochirurgo e direttore del National Spinal Injuries Centre dello Stoke Mandeville Hospital di Aylesbury, nei pressi di Londra.
Nel 1944, grazie al suo impegno, alcuni giovani militari britannici con disabilità si dedicarono a sport adattati.
Il dottor Guttmann ideò e implementò programmi di allenamento per i pazienti del suo ospedale.
La pratica sportiva, motivante per i pazienti, portò a uno sviluppo notevole della muscolatura di braccia e spalle, con risultati superiori rispetto alla tradizionale chinesiterapia.
In pochi anni, da terapia riabilitativa, l'attività sportiva per disabili si trasformò in un'importante forma di ricreazione e, successivamente, in competizioni strutturate.
A Londra nel 1948 furono organizzati i primi Giochi Internazionali di Stoke Mandeville, considerati i precursori delle Paraolimpiadi. L'obiettivo principale di Guttmann era utilizzare lo sport come strumento per sviluppare al meglio le capacità residue dei disabili, favorire il recupero psicologico dei neo-traumatizzati e consentire il raggiungimento della massima autonomia possibile e di una dignitosa qualità di vita.
Nel giro di pochi anni da questa intuizione, un nuovo modello riabilitativo che integrava il recupero psicofisico e l’integrazione sociale conobbe una rapida diffusione globale, aprendo nuove prospettive a innumerevoli persone e alle loro famiglie, e indirizzandole verso un vasto panorama di attività motorie e sportive adattate.

### La nascita della pallavolo paralimpica
Sulla scia tracciata dal dottor Guttmann, ideatore della "sport terapia", Tammo Van der Scheer e Anton Albers introdussero nel 1956 nei Paesi Bassi il Sitting Volleyball, uno sport che combinava le caratteristiche del Sitzball con quelle della pallavolo tradizionale. In precedenza, vari tentativi di giocare a pallavolo da seduti su carrozzina non avevano riscosso successo, probabilmente a causa della staticità del gioco.
Nello stesso periodo, in Inghilterra, si sviluppò lo Standing Volleyball, praticato in piedi principalmente da atleti amputati. Sotto l’egida dell’ISOD (International Sport Organization of the Disabled), entrambe le discipline furono incluse nel programma paralimpico del 1976 a Toronto come sport dimostrativi per i soli tornei maschili, diventando poi discipline ufficiali a partire dal 1980 ad Arnhem, nei Paesi Bassi. Fino ai Giochi di Sydney del 2000, le due discipline ebbero uno sviluppo parallelo.
Dal 2004, lo Standing Volley è stato escluso dalle Paraolimpiadi per favorire l'affermazione del Sitting Volley femminile. Il sitting volley è ormai diffuso in tutto il mondo, praticato in Europa, America, Africa, Asiae Oceania, e coordinato a livello continentale dalle rispettive organizzazioni: ECVD (European Committee Volleyball for Disabled), PACVD (Pan-American Committee Volleyball for Disabled), ACVD (African Committee Volleyball for Disabled), AOCVD (Asia Oceania Committee Volleyball for Disabled). Queste organizzazioni fanno capo alla WOVD (World Organisation Volleyball for Disabled) e all’I.P.C. (International Paralympic Committee).

### Il motto
Il motto dei Giochi Paralimpici è “Spirit in motion”, ovvero “Spirito in movimento”.
Il movimento è concepito come l'espressione della determinazione degli atleti nel voler cambiare il mondo con la loro forza di volontà e la loro tenacia nell'affrontare ogni tipo di sfida.
Questo messaggio trova una rappresentazione grafica nel logo attraverso i tre agitos (dal latino "agito", ovvero "mi muovo") colorati di rosso, verde e blu, in riferimento ai colori più ricorrenti nelle bandiere degli stati del mondo. Questi elementi dinamici ruotano attorno a un punto centrale, metafora del pianeta, simboleggiando la loro azione di spinta e cambiamento, a testimonianza che nulla è impossibile con la giusta determinazione. Gli agitos incarnano inoltre lo spirito degli atleti, capaci di imprese straordinarie nonostante le disabilità, fungendo da stimolo per il raggiungimento di obiettivi ambiziosi.
Nel corso degli anni, il logo ha subito lievi modifiche senza sostanziali alterazioni. La versione utilizzata dal 1984 al 1994 traeva ispirazione dal logo delle Olimpiadi del 1914 ideato da Pierre de Coubertin, con cinque "taeguk" a richiamare i cinque anelli olimpici. Dal 1994 al 2004, la modifica introdusse tre "taeguk" a simboleggiare le tre dimensioni dell'essere umano: mente, corpo e spirito, declinati nei colori rosso, verde e blu. L'attuale configurazione, presentata ad Atene 2004, ha sostituito i "taeguk" con tre agitos degli stessi colori.

## Campo di gioco
Le partite di pallavolo si svolgono indoor. La zona libera deve estendersi per almeno 3 metri oltre le linee di fondo e laterali del campo.
Il terreno di gioco è rettangolare, misurando 10 metri in lunghezza e 6 in larghezza, diviso in due settori di 5x6 metri da una rete posta perpendicolarmente al suolo.
Ciascun settore è delimitato dalle linee perimetrali, che separano il terreno di gioco dalla zona libera, e dalla linea d'attacco, situata a 2 metri dalla rete. Linee e terreno di gioco devono avere colori chiari e distinti. Nelle competizioni mondiali e ufficiali, le linee devono essere bianche, mentre il terreno di gioco e la zona libera devono presentare colori differenti tra loro e distinti da quello delle linee.
La superficie di gioco deve essere piana e uniforme, per garantire la sicurezza degli atleti. Per le competizioni mondiali e ufficiali, sono ammesse esclusivamente superfici in legno o materiale sintetico.

## La rete

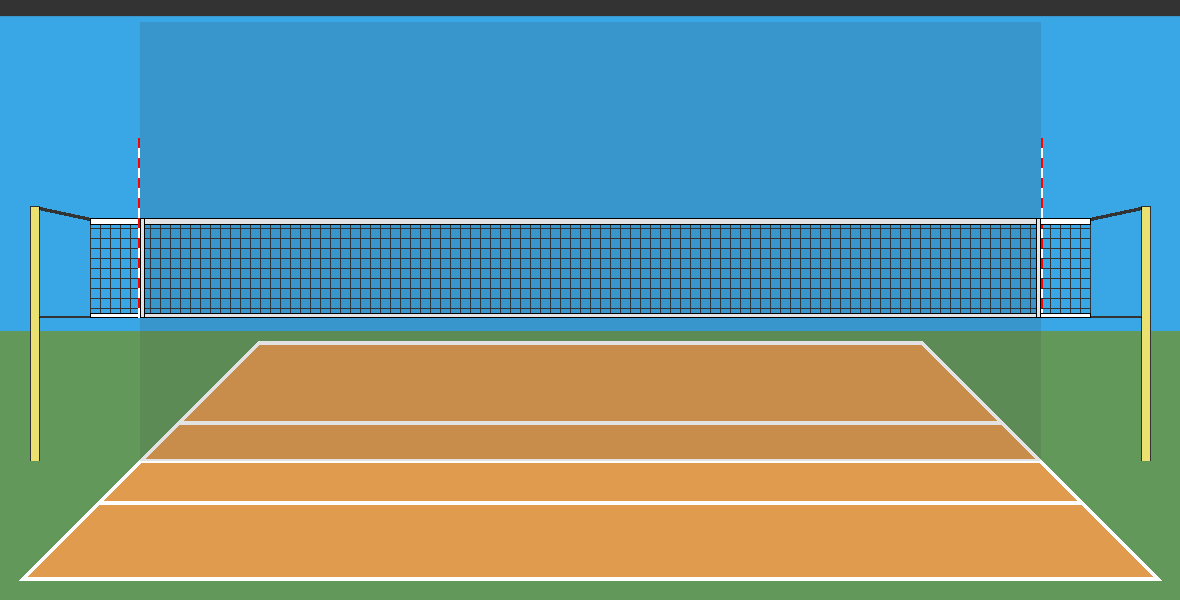
Rete di pallavolo

L'altezza della rete, misurata nella sua parte superiore, è di 1,15 metri per le gare maschili e di 1,05 metri per quelle femminili.
La misurazione dell'altezza deve essere effettuata al centro della rete e in prossimità delle due linee laterali. L'altezza deve essere precisa al centro, mentre è ammessa una tolleranza di 2 centimetri ai lati, a condizione che la differenza sia simmetrica. La rete ha una lunghezza compresa tra 6,5 e 7 metri e un'altezza di un metro.
Due bande verticali bianche, larghe 5 centimetri e alte 1 metro, sono fissate alla rete, precisamente sopra le linee laterali. Sul bordo esterno di ciascuna banda è posizionata un'asta flessibile, denominata antenna, che si estende per 80 centimetri al di sopra della rete.
Le antenne, dipinte a bande di colore alternato, delimitano lateralmente lo spazio di passaggio consentito per la palla.

## Il pallone
Conformemente al regolamento della FIVB, la palla deve essere fabbricata in cuoio vero o sintetico, avere una forma sferica con una circonferenza compresa tra 65 e 67 cm e un peso tra 260 e 280 grammi.
La pressione interna della palla deve attestarsi tra 0,300 e 0,325 kg/cm ² (equivalenti a 4,26-4,61 psi, 294,30-318,82 mbar o hPa).
Il colore della palla può essere uniforme e chiaro oppure presentare una combinazione di colori.
La FIVB stabilisce i materiali sintetici ammessi e le specifiche combinazioni di colori per i palloni utilizzati nelle competizioni internazionali ufficiali.
Per i campionati italiani 2016/2017, la FIPAV ha omologato esclusivamente i palloni Mikasa MVA200, Mikasa MVA300 e Molten V5M5000 per le gare ufficiali.

## Composizione della squadra
Una squadra è composta da un massimo di 12 atleti, inclusi non più di due atleti classificati come “disabili minimali”, un allenatore, fino a due assistenti allenatori, un fisioterapista e un medico.
Per le competizioni mondiali e ufficiali di World ParaVolley e per i campionati zonali, il medico e il fisioterapista devono essere preventivamente accreditati da World ParaVolley.
Uno dei giocatori, ad eccezione del libero, è designato come capitano della squadra e deve essere indicato nel referto di gara.
Solo gli atleti iscritti nel referto di gara sono autorizzati ad entrare sul terreno di gioco e a partecipare alla competizione. Una volta consegnata la lista dei partecipanti alla gara, debitamente sottoscritta, la composizione della squadra non può più essere modificata.

## Il gioco

La rotazione dei giocatori avviene in senso orario. I numeri indicano le posizioni degli atleti: ad esempio per "posto 4" si intende la posizione dell'attaccante a sinistra, durante la rotazione il giocatore nel posto 4 passa al posto 3.

L'obiettivo del gioco è impedire che la palla tocchi il proprio campo, cercando di farla cadere all'interno del campo avversario. Le partite si svolgono al meglio dei 5 set; la vittoria è assegnata alla squadra che ne conquista tre. Ciascun set, ad eccezione del quinto, è vinto dalla squadra che per prima totalizza 25 punti con uno scarto di almeno due punti sull'avversaria. Il quinto set, denominato tie-break, presenta una peculiarità: termina quando una delle due squadre raggiunge i 15 punti, sempre con uno scarto di 2 punti, e prevede un cambio campo al raggiungimento dell'ottavo punto.
La rotazione dei giocatori avviene in senso orario, come illustrato. I numeri indicano le posizioni degli atleti: ad esempio, il "posto 4" corrisponde alla posizione dell'attaccante di sinistra; durante la rotazione, il giocatore in posto 4 si sposta in posto 3.
Ogni azione ha inizio con il servizio (o "battuta"), eseguito dal giocatore difensore destro della squadra che ne ha diritto. Al fischio dell'arbitro, il giocatore ha otto secondi per lanciare la palla nel campo avversario, colpendola con qualsiasi parte del braccio. L'azione prosegue finché la palla non tocca il terreno o viene mandata fuori dal campo.
La squadra che vince un'azione guadagna un punto e il diritto di servire. Per ogni azione, una squadra ha a disposizione un massimo di tre tocchi (escluso l'eventuale tocco di muro) per inviare la palla nel campo opposto, facendola passare all'interno dello spazio delimitato dalle antenne. Un giocatore che ha partecipato attivamente a un muro può toccare nuovamente la palla senza commettere fallo di doppio tocco, contando tale tocco come il primo del suo team.
La palla non può essere fermata o trattenuta, ma può essere colpita con qualsiasi parte del corpo. Costituisce fallo il contatto prolungato o l'accompagnamento della palla, così come i contatti continui e ripetuti con il corpo.
Se la palla tocca la rete e torna indietro, può essere rigiocata, a condizione che la squadra abbia ancora tocchi a disposizione. Il contatto di un giocatore con la rete non è considerato fallo, a meno che non interferisca con l'azione di gioco o che il giocatore tocchi la parte superiore della rete. I giocatori possono toccare i pali, i cavi o qualsiasi oggetto al di là delle antenne, inclusa la rete stessa, purché ciò non influenzi lo svolgimento del gioco. Non costituisce fallo se la palla, dopo aver toccato la rete, entra in contatto con un avversario.
I ruoli dei giocatori in campo sono: 
1. Alzatore
2. Centrale
3. Schiacciatore (a volte chiamato anche "banda", perché attacca vicino alle bande laterali della rete, oppure "ala" perché sta ai lati del campo)
4. Libero
5. Opposto

Il libero, atleta specializzato nei fondamentali di difesa e ricezione, non è soggetto alle normali regole di sostituzione. Può entrare e uscire dal campo in sostituzione di qualsiasi giocatore che si trovi in seconda linea, senza limiti al numero di ingressi. Generalmente, il libero subentra al giocatore centrale, a meno che quest'ultimo non sia in fase di battuta.

### Strategie di gioco
Esistono numerose strategie di gioco, basate su diversi schemi tattici.
Le strategie offensive vengono selezionate e comunicate dal palleggiatore. La decisione avviene mentre la squadra avversaria si prepara al servizio e viene segnalata attraverso un codice numerico formato con le dita dietro la schiena, per non essere intercettata dagli avversari. La riuscita di queste strategie presuppone una ricezione ottimale, che consenta un secondo tocco preciso tra posto 2 e posto 3, a un'altezza pari o superiore a quella della rete.
Il palleggiatore ha diverse opzioni di alzata: al centrale di fronte a sé, allo schiacciatore laterale (anche con traiettoria tesa), a un altro schiacciatore in seconda linea (con la cosiddetta "pipe"), dietro di sé (ancora al centrale o all'opposto) e infine all'altro schiacciatore in seconda linea. L'efficacia della strategia dipende dalla conoscenza anticipata di questa scelta da parte della squadra attaccante, mentre la difesa deve prepararsi a tutte le eventualità. Pertanto, il battitore cerca di mettere in difficoltà la ricezione avversaria, ostacolando l'attuazione della strategia offensiva prestabilita.
Questo spiega l'elevato numero di errori al servizio, altrimenti difficilmente comprensibile. Va ricordato che l'eccessiva frequenza di errori in battuta (stimabile in circa uno su tre) e, più in generale, la regola che consentiva il guadagno del punto solo alla squadra in servizio, avevano in passato rischiato di compromettere l'attrattiva della pallavolo per il grande pubblico e di rendere difficoltosa la programmazione degli incontri, la cui durata risultava talvolta eccessiva. Per questo motivo, si è deciso di modificare il sistema di punteggio in vigore fino agli anni Novanta.
L'introduzione del rally point system ha inciso sul regolamento: ora, ogni azione si conclude obbligatoriamente con l'assegnazione di un punto, indipendentemente dalla squadra che ha effettuato il servizio. In precedenza, se la squadra al servizio commetteva un errore, si verificava semplicemente il «cambio palla».

## Fondamentali

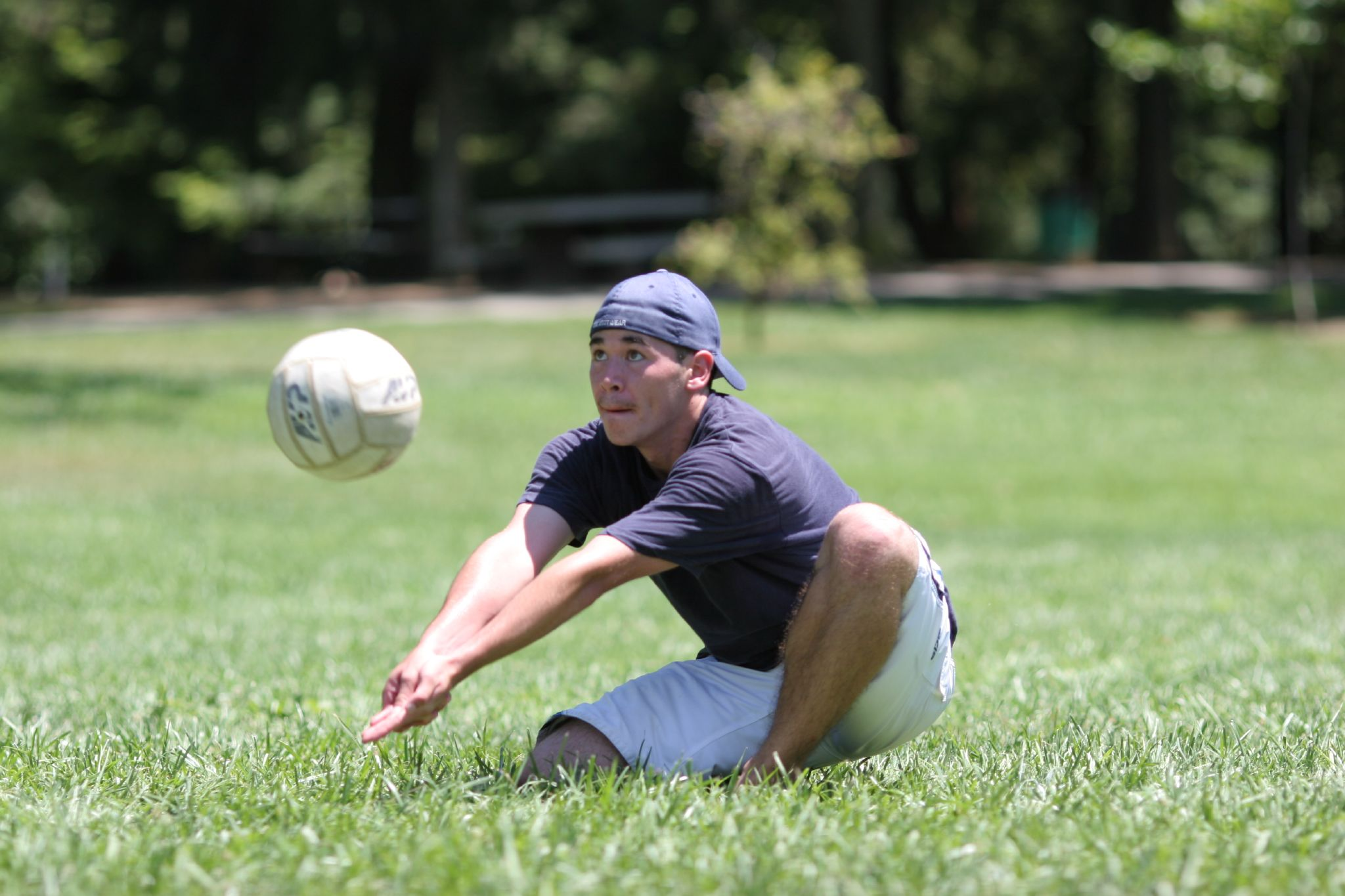
Pallavolo per disabili

Per "fondamentale" si intende un'azione specifica e basilare che un giocatore di pallavolo deve saper compiere. I fondamentali della pallavolo sono tre:
- palleggio;
- bagher;
- servizio o battuta.

Muro e attacco si definiscono con azioni fondamentali e secondarie. Il passaggio con le mani è chiamato "palleggio", quello con le braccia "bagher". Il passaggio allo schiacciatore viene definito come "alzata" o "palleggio di costruzione".

### Il palleggio
Il palleggio, la forma di passaggio più frequente, si usa quando il pallone è controllabile sopra la testa, favorendo continuità e precisione dell’azione; viene utilizzato per passare la palla, per alzare ai fini dell’attacco o per inviarla nel campo avversario. Non ci sono differenze rispetto al palleggio della pallavolo, eccetto per la necessità, stando seduti, di saper gestire il lavoro degli arti superiori, che devono essere molto forti per spingere a sufficienza il pallone in tutte le zone del campo.
L’alzata è un passaggio destinato a un attaccante della squadra per concludere efficacemente un’azione. Deve essere un palleggio sufficientemente alto e preciso da consentire allo schiacciatore di attaccare nel migliore dei modi. Diversamente dalla pallavolo, il palleggiatore ha meno margini per correggere un passaggio che non arriva sopra la testa, senza ricorrere alla tecnica del bagher.

### Il bagher
Le tecniche di ricezione usano sia palleggio che bagher. Senza una buona difesa, la squadra non ricostruisce il gioco per attaccare. Gli allineamenti difensivi dipendono dall'attacco avversario, da colpi potenti a palloni piazzati. La capacità del difensore e della squadra di transitare tra difesa e attacco, muovendosi rapidamente e bilanciati, mostra la gestione di situazioni difficili.
Il bagher è la tecnica di passaggio con pallone basso per il palleggio; varia in base al piazzamento, velocità e zona d'intervento verso il palleggiatore. Nella pallavolo, chi fa bagher ha ampio spazio sotto le braccia grazie al movimento degli arti inferiori per la ricezione o difesa. Nel sitting volley, lo spazio per le braccia è minore, con la respinta seduta e spesso vicina al pavimento. Il tempismo è cruciale, dato che gli arti superiori si muovono e intervengono sul pallone. All'impatto, le spalle vanno innalzate e le braccia distese ma non rigide, davanti al corpo con inclinazione in base alla traiettoria del pallone e alla direzione del passaggio al palleggiatore.

### Il servizio
Il servizio nel sitting volley serve a iniziare il gioco, fare punto o mettere in difficoltà l'avversario. Il battitore deve avere l'appoggio delle natiche dietro la linea di fondo, ma può tenere le gambe in campo al momento del servizio. Può scegliere se servire dal basso o dall'alto: i principianti iniziano dal basso perché quello dall'alto richiede più coordinazione, dinamismo e forza.
La posizione seduta influenza il servizio, poiché i giocatori devono gestire bilanciamento, lancio e colpo contemporaneamente.

## Differenze con la pallavolo

### Contatto con il terreno
Durante il gioco, i giocatori devono mantenere le natiche a contatto con il terreno; tuttavia, un breve distacco è consentito nelle azioni difensive.
È invece vietato alzarsi in piedi, sollevare il corpo o camminare sul campo.

### Esecuzione della battuta
La palla, per essere lanciata, deve essere colpita con una mano o con qualunque parte del braccio. È consentito lanciare o lasciar cadere la palla soltanto una volta.
Al momento del colpo di servizio, le natiche del giocatore al servizio non devono toccare il campo, linea di fondo inclusa. Dopo aver colpito la palla, il giocatore al servizio può spostarsi oltre la zona di servizio o all'interno del campo.

### Attacco di seconda linea
Un giocatore di seconda linea può effettuare un attacco da qualsiasi posizione dietro la linea di attacco, rispettando le seguenti condizioni:
- al momento del contatto con la palla, le natiche del giocatore non devono aver toccato né oltrepassato la linea di attacco. d
- opo il colpo, il giocatore deve spostarsi in prima linea.

### Falli d'attacco
Si commette fallo d’attacco quando:
- avviene il contatto con la palla da parte di un difensore di prima linea, qualora la palla in quell'istante si trovi completamente al di sopra del bordo superiore della rete
- un giocatore solleva le natiche nell'istante in cui entra in contatto con la palla

### Muro
È permesso murare la palla del servizio avversario.

### Falli di muro
Sollevare le natiche durante l'esecuzione di un muro costituisce fallo.

## Regole
Le posizioni dei giocatori sono determinate e verificate mediante il contatto delle natiche con il terreno di gioco:
- ciascun giocatore attaccante deve mantenere una porzione dei glutei più prossima alla linea centrale rispetto al proprio omologo difensore;
- ciascun giocatore destro (o sinistro) deve mantenere parte di una natica più vicina alla linea laterale destra (o sinistra) rispetto alle natiche del giocatore centrale;
- l’equipaggiamento dei giocatori nella pallavolo da seduti può includere pantaloni lunghi;
- ai giocatori di prima linea è consentito effettuare un colpo d’attacco sul servizio avversario, qualora la palla si trovi nella zona frontale e ad un’altezza superiore rispetto alla rete;
- toccare il campo avversario con i piedi o le gambe è consentito in qualunque momento durante il gioco, a condizione che il giocatore non interferisca con l’avversario e riporti immediatamente piedi e gambe nel proprio campo. È altresì consentito toccare il campo avversario con una mano, purché questa rimanga a contatto o al di sopra della linea centrale. È invece vietato toccare il campo avversario con altre parti del corpo

## Nazionali di pallavolo paralimpica
| Lista delle nazionali di pallavolo paraolimpica |
| --- |
| - Algeria - Argentina - Australia - Austria - Azerbaigian - Bosnia ed Erzegovina - Burundi - Brasile - Canada - Cina - Colombia - Costa Rica - Croazia - Cuba - RD del Congo - Egitto - Regno Unito - Finlandia - Germania - Grecia - Ungheria - Iran - Iraq - Italia - Giappone - Kazakistan - Kenya - Libia - Lettonia - Lituania - Messico - Mongolia - Marocco - Birmania - Paesi Bassi - Norvegia - Polonia - Russia - Ruanda - Serbia - Slovenia - Sri Lanka - Svezia - Corea del Sud - Stati Uniti - Ucraina Non più esistenti: - Cecoslovacchia - Germania Ovest - Jugoslavia |

## Ranking
Aggiornato a settembre 2023.

### Maschile
| Classifica | Nazione              | Totale punteggio |
| ---------- | -------------------- | ---------------- |
| 1          | Iran                 | 4500             |
| 2          | Bosnia ed Erzegovina | 3920             |
| 3          | Brasile              | 3673             |
| 4          | Egitto               | 3406             |
| 5          | Germania             | 2975             |
| 6          | RPC                  | 2750             |
| 7          | Kazakistan           | 2513             |
| 8          | Stati Uniti          | 2414             |
| 9          | Ucraina              | 2222             |
| 10         | Croazia              | 1904             |
| 11         | Canada               | 1897             |
| 12         | Cina                 | 1879             |
| 13         | Giappone             | 1861             |
| 14         | Ruanda               | 1321             |
| 15         | Iraq                 | 1048             |
| 34         | Italia               | 0263             |

### Femminile
| Classifica | Nazione     | Totale punteggio |
| ---------- | ----------- | ---------------- |
| 1          | Stati Uniti | 4215             |
| 2          | Brasile     | 4020             |
| 3          | Canada      | 3618             |
| 4          | Italia      | 3065             |
| 5          | Cina        | 2800             |
| 6          | Ruanda      | 2779             |
| 7          | Slovenia    | 2564             |
| 8          | Ucraina     | 2360             |
| 9          | Germania    | 2354             |
| 10         | RPC         | 2313             |
| 11         | Giappone    | 1858             |
| 12         | Finlandia   | 1834             |
| 13         | Iran        | 1048             |
| 14         | Ungheria    | 1030             |
| 15         | Egitto      | 0900             |

## Palmarès

### Campionati mondiali

#### Maschile
| Edizione | Edizione      | Podio                | Podio                | Podio                |
| Anno     | Organizzatore | Campione             | Seconda              | Terza                |
| -------- | ------------- | -------------------- | -------------------- | -------------------- |
| 1983     | Delden        | Paesi Bassi          | Germania Ovest       | Finlandia            |
| 1985     | Kristiansand  | Iran                 | Jugoslavia           | Paesi Bassi          |
| 1986     | Pécs          | Iran                 | Ungheria             | Paesi Bassi          |
| 1989     | Las Vegas     | Paesi Bassi          | Ungheria             | Germania Ovest       |
| 1990     | Assen         | Iran                 | Paesi Bassi          | Jugoslavia           |
| 1994     | Bottrop       | Iran                 | Norvegia             | Paesi Bassi          |
| 1998     | Teheran       | Iran                 | Finlandia            | Bosnia ed Erzegovina |
| 2002     | Il Cairo      | Bosnia ed Erzegovina | Germania             | Iran                 |
| 2006     | Roermond      | Bosnia ed Erzegovina | Iran                 | Egitto               |
| 2010     | Edmond        | Iran                 | Bosnia ed Erzegovina | Egitto               |
| 2014     | Elblag        | Bosnia ed Erzegovina | Brasile              | Iran                 |
| 2018     | L'Aia         | Iran                 | Bosnia ed Erzegovina | Ucraina              |
| 2022     | Sarajevo      | Iran                 | Bosnia ed Erzegovina | Brasile              |

#### Femminile
| Edizione | Edizione      | Podio       | Podio       | Podio       |
| Anno     | Organizzatore | Campione    | Seconda     | Terza       |
| -------- | ------------- | ----------- | ----------- | ----------- |
| 1994     | Bottrop       | Paesi Bassi | Lettonia    | Lituania    |
| 2000     | Maastricht    | Paesi Bassi | Finlandia   | Slovenia    |
| 2002     | Kamnik        | Paesi Bassi | Slovenia    | Finlandia   |
| 2006     | Roermond      | Paesi Bassi | Cina        | Slovenia    |
| 2010     | Edmond        | Cina        | Stati Uniti | Ucraina     |
| 2014     | Elblag        | Cina        | Stati Uniti | Russia      |
| 2018     | Rotterdam     | Russia      | Stati Uniti | Cina        |
| 2022     | Sarajevo      | Brasile     | Canada      | Stati Uniti |

### Campionati europei

#### Maschile
| Edizione | Edizione      | Podio                | Podio                | Podio                |
| Anno     | Organizzatore | Campione             | Seconda              | Terza                |
| -------- | ------------- | -------------------- | -------------------- | -------------------- |
| 1981     | Bonn          | Paesi Bassi          | Germania Ovest       | Svezia               |
| 1983     | Delden        | Paesi Bassi          | Germania Ovest       | Finlandia            |
| 1985     | Kristiansand  | Paesi Bassi          | Jugoslavia           | Svezia               |
| 1987     | Sarajevo      | Paesi Bassi          | Jugoslavia           | Norvegia             |
| 1991     | Nottingham    | Paesi Bassi          | Ungheria             | Norvegia             |
| 1993     | Järvenpää     | Norvegia             | Finlandia            | Ungheria             |
| 1995     | Ljubljana     | Ungheria             | Norvegia             | Paesi Bassi          |
| 1997     | Tallinn       | Finlandia            | Norvegia             | Bosnia ed Erzegovina |
| 1999     | Sarajevo      | Bosnia ed Erzegovina | Germania             | Finlandia            |
| 2001     | Sárospatak    | Bosnia ed Erzegovina | Germania             | Paesi Bassi          |
| 2003     | Lappeenranta  | Bosnia ed Erzegovina | Germania             | Finlandia            |
| 2005     | Leverkusen    | Bosnia ed Erzegovina | Germania             | Russia               |
| 2007     | Nyíregyháza   | Bosnia ed Erzegovina | Russia               | Germania             |
| 2009     | Elbląg        | Bosnia ed Erzegovina | Russia               | Germania             |
| 2011     | Rotterdam     | Bosnia ed Erzegovina | Russia               | Germania             |
| 2013     | Elbląg        | Bosnia ed Erzegovina | Russia               | Germania             |
| 2015     | Warendorf     | Bosnia ed Erzegovina | Germania             | Russia               |
| 2017     | Parenzo       | Russia               | Ucraina              | Bosnia ed Erzegovina |
| 2019     | Budapest      | Russia               | Bosnia ed Erzegovina | Germania             |
| 2021     | Antalya       | Bosnia ed Erzegovina | Russia               | Germania             |
| 2023     | Caorle        | Bosnia ed Erzegovina | Germania             | Ucraina              |
| 2025     | Győr          | Bosnia ed Erzegovina | Germania             | Ucraina              |

#### Femminile
| Edizione | Edizione      | Podio       | Podio       | Podio       |
| Anno     | Organizzatore | Campione    | Seconda     | Terza       |
| -------- | ------------- | ----------- | ----------- | ----------- |
| 1993     | Järvenpää     | Paesi Bassi | Finlandia   | Estonia     |
| 1995     | Ljubljana     | Paesi Bassi | Lettonia    | Slovenia    |
| 1997     | Tallinn       | Lettonia    | Lituania    | Slovenia    |
| 1999     | Sarajevo      | Slovenia    | Finlandia   | Paesi Bassi |
| 2001     | Sárospatak    | Paesi Bassi | Slovenia    | Finlandia   |
| 2003     | Lappeenranta  | Paesi Bassi | Slovenia    | Finlandia   |
| 2005     | Leverkusen    | Paesi Bassi | Lituania    | Slovenia    |
| 2007     | Nyíregyháza   | Paesi Bassi | Ucraina     | Slovenia    |
| 2009     | Elbląg        | Paesi Bassi | Ucraina     | Slovenia    |
| 2011     | Rotterdam     | Ucraina     | Paesi Bassi | Russia      |
| 2013     | Elbląg        | Russia      | Ucraina     | Slovenia    |
| 2015     | Warendorf     | Ucraina     | Russia      | Slovenia    |
| 2017     | Parenzo       | Russia      | Ucraina     | Paesi Bassi |
| 2019     | Budapest      | Russia      | Italia      | Ucraina     |
| 2021     | Antalya       | Russia      | Italia      | Germania    |
| 2023     | Caorle        | Italia      | Slovenia    | Ucraina     |
| 2025     | Győr          | Italia      | Paesi Bassi | Ucraina     |

## Pallavolo in carrozzina

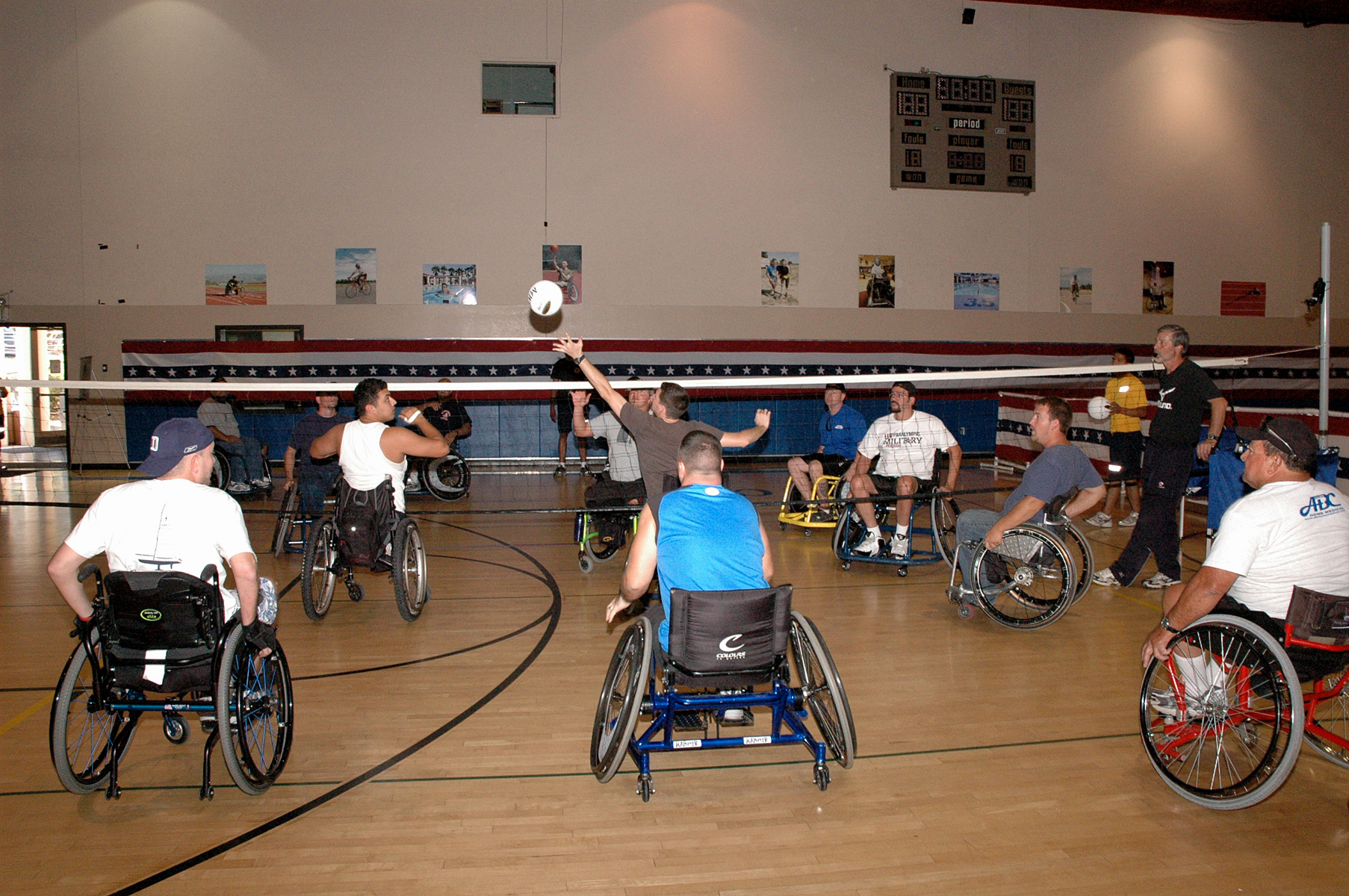
Una partita di pallavolo in carrozzina

Sebbene ai Giochi paralimpici faccia parte del programma esclusivamente la sitting volleyball (pallavolo da seduti), esiste anche una variante della pallavolo paralimpica che viene praticata con le carrozzine.